# عبد الله بن زويبن
عبد الله بن زويبن بن بطي المعمري العمري الحربي (1376 هـ - 17 رمضان 1437 هـ)، شاعر سعودي. لُقب «بداهية الشعر».

## حياته وسيرته
ولد عام 1376 هـ الموافق 1957، كان محبًا للشعر منذ صغره وورث موهبة النظم من والده، وبدأ في كتابة الشعر منذ أن كان في الخامسة عشرة من عمره، واستطاع أن يثقل موهبته الشعرية من خلال مجالسته للكبار من الشعراء، وهو من أسرة عرف عنها الشعر، وأبوه هو الشيخ زويبن بن بطي المعمري العمري وقد برع أيضًا في الشعر.
له الكثير من القصائد في الحكمة والرثاء والوصف والغزل والمدح، وكان من أصغر الشعراء نظمًا لشعر الحكمة.

## وفاته
توفي في 17 رمضان 1437 هـ الموافق 23 يونيو 2016 بعد معاناة طويلة مع المرض في مستشفى الحرس الوطني بالرياض عن عمر يناهز 59 عاما، وصلي عليه صلاة العصر في جامع الراجحي في مدينة الرياض.

## وصلات خارجية
رثاء الشاعر عبد الله بن زويبن «رحمه الله». - جريدة الجزيرة.